# Káloz

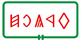
Rovástábla

Káloz (korábban: Kaluz) község Fejér vármegyében, a Székesfehérvári járásban. A település a Sárvíz-malomcsatorna mellett, nem messze a Sárvíztől, a Mezőföldön található. A település központján keresztülhalad a 6307-es út, és itt ér véget az Adonytól induló 6209-es út.

## Fekvése
Székesfehérvártól 33 kilométerre délre, a Sárvíz mentén helyezkedik el a Székesfehérvári járásban (korábban az Abai kistérségben). A hozzá közel fekvő települések: Soponya, Csősz, Tác (Gorsium), Kisláng, Sárkeresztúr, Sárszentágota, Sárbogárd és Dég.
A településen a Sáregres és Szabadbattyán között húzódó 6307-es út halad keresztül, ezen közelíthető meg Székesfehérvár és a 7-es főút, illetve a 61-es főút felől is. A 6-os és a 63-as főutakkal, Pusztaszabolcs és Adony térségével a 6209-es út kapcsolja össze. A 64-es főútról Dég felől a 6304-es számú összekötő úton érhető el a település.

## Története
A környék gazdag vas-, kelta, avar és római kori emlékekben, melyek azt bizonyítják, hogy létezett település a mai település közelében. A falu egyes források szerint már Szent István király kora óta folyamatosan lakott, ezáltal a vármegye egyik legrégebbi települése. Feltételezhetően 1009-ben alapították, amikor a veszprémi püspökség területét és a hozzá tartozó településeket kijelölték. Az eredeti oklevél 1257-es átírásán Káloz nem szerepelt. Első, a mai napig fennmaradt írásos említése 1326-ból való, ekkor még Kaluz alakban. 1550-ben Horváth Balázs kapta meg a várpalotai vár birtokaként. 1647-ben rövid időre a veszprémi főispán kormányzása alá került. A török hódoltság alatt a falu szinte teljesen elnéptelenedett. Káloz és környékének tulajdonosai 1650-től 1945-ig a zicsi és vásonkeöi (vázsonykői) gróf Zichy család és leszármazottaik voltak. Nekik köszönhető a falu újbóli benépesítése és felvirágoztatása. A település a XVIII. században mezővárosi státuszt kapott. 1787–88-ban építették fel gróf Zichy János kezdeményezésére a ma is álló római katolikus templomot, melyet a Boldogságos Szűz Mária Mennybevétele tiszteletére szenteltek fel. Gróf Zichy Ferenc 1782-ben vásártartási jogot kért II. Józseftől. A források szerint 1848. október 3. éjszakáján a község lakói föltartóztatták Róth tábornok visszavonuló csapatait, ezzel hozzájárulva ahhoz, hogy az ozorai népfelkelők pár nappal később szétverhették őket. 1848. szeptember 30-án Lóréven hazaárulásért Görgei Artúr kivégeztette Káloz földesurát, gróf Zichy Ödönt.
I. Ferenc József császár 1852-ben tett látogatást Kálozon, hogy imádkozzon elhunyt híve lelki üdvéért. A kivégzés helyszínének közelében az emlékkápolna most is megtalálható, melyet 1859-ben emeltek romantikus és neogót stílusban. A kápolnát 2000-ben fölújították. A kápolna homlokzatán megtalálható volt a gróf neve is a következő alakban: Eugenío, e Comitibus Zichy. Az Eugén magyar megfelelője Jenő. Ő maga már csak azért sem lehetett Ödön, mert fiatalabb testvérét hívták Edmundnak, vagyis Ödönnek. A névcsere adta az ötletet Jókai Mórnak A kőszívű ember fiai főhőséhez, Baradlay Jenőhöz, aki felvette bátyja, Ödön nevét, és föláldozta saját életét testvéréért.
A település 2009-ben ünnepelte megalapításának ezredik évfordulóját.

## Közélete

### Polgármesterei
- 1990–1994: Bartos György (független)[7]
- 1994–1998: Stivi Zoltán (független)[8]
- 1998–2002: Weisengruber Imre (független)[9]
- 2002–2006: Weisengruber Imre (Polgármesterek Fejér Megyéért)[10]
- 2006–2010: Weisengruber Imre (független)[11]
- 2010–2014: Weisengruber Imre (független)[12]
- 2014–2019: Weisengruber Imre (független)[13]
- 2019–2024: Weisengruber Imre (független)[14]
- 2024– : Simon Csaba (független)[2]

## Népesség
A település népességének változása:
| Lakosok száma | 2389 | 2382 | 2370 | 2277 | 2261 | 2285 | 2233 |
|               | 2013 | 2014 | 2015 | 2021 | 2022 | 2023 | 2024 |

A 2011-es népszámlálás során a lakosok 87,4%-a magyarnak, 1,9% cigánynak, 0,3% románnak mondta magát (12,6% nem nyilatkozott; a kettős identitások miatt a végösszeg nagyobb lehet 100%-nál). A vallási megoszlás a következő volt: római katolikus 55,2%, református 17,1%, evangélikus 0,1%, felekezeten kívüli 7,4% (20,1% nem nyilatkozott).
2022-ben a lakosság 92,6%-a vallotta magát magyarnak, 1,4% cigánynak, 0,3% románnak, 0,1% németnek, 1,1% egyéb, nem hazai nemzetiségűnek (7,3% nem nyilatkozott; a kettős identitások miatt a végösszeg nagyobb lehet 100%-nál). Vallásuk szerint 43,2% volt római katolikus, 13,7% református, 0,2% evangélikus, 0,1% ortodox, 0,2% egyéb keresztény, 1,3% egyéb katolikus, 11,1% felekezeten kívüli (29,9% nem válaszolt).

## Nevezetességei
- Boldogságos Szűz Mária mennybevétele plébániatemplom
- Református templom
- Zichy-kastély (Belmajor)
- Helytörténeti gyűjtemény
- A település része a Sárvíz Ökofolyosónak, mely növény- és madárvilága révén kiemelten védett természeti érték a Duna–Dráva Nemzeti Park gondnoksága alatt.[17]

- A kastély légifotója
- A református templom

## Híres szülöttei, lakói, halottai
- gróf II. Zichy Pál (1671. február 27. - 1737. december 16.), földesúr
- gróf Zichy Imre (1670. március 14. - 1746. június 29.), földesúr
- gróf II. Zichy János Nepomuk (1710. december 9. - Várpalota, 1764. augusztus 10.), földesúr
- gróf Zichy Ferenc (1739 –), földesúr
- gróf V. Zichy Ferenc (Pozsony, 1749. február 17. - Bécs, 1812. augusztus 8.), Bihar vármegye főispánja, királyi főlovászmester és főajtónálló, a Magyar Vasút igazgatója, 1848-ban a Közmunka- és Közlekedési Minisztérium államtitkára, a Pest-Szolnok vasútvonal építtetője
- gróf Zichy Ödön (Bécs, 1809. szeptember 25. – Lórév, 1848. szeptember 30.), udvarhű politikus, nagybirtokos, akit hazaárulás vádjával végeztek ki
- gróf I. Zichy Szerafin Ferenc (Pozsony, 1774. szeptember 20. – Pozsony, 1861. augusztus 15.), főispán
- gróf II. Zichy Szerafin Ferenc (Pozsony, 1811. január 24. – Káloz, 1900. július 17.), tárnokmester, főispán és törökországi nagykövet, a Szent István-rend nagykeresztes vitéze
- Fekete József kertészmérnök 1842. június 2-án itt született.
- gróf Zichy Ágoston (Penzing, 1852. június 14. - Bécs, 1925. október 4.), országgyűlési képviselő, fiumei kormányzó (1883-1892), főudvarnagy, utazó, az MTA tagja
- gróf Zichy Anasztázia Auguszta (Belatinc, 1891. július 16. - Bécs, 1969. május 31.), földbirtokos
- gróf Széchényi György (Lábod, 1889. május 28. - Monok, 1938. augusztus 28.) főhadnagy, Zemplén vármegye főispánja
- Kunoss Endre (Egyházashetye, 1811. április 9. – Káloz, 1844. június 22.), ügyvéd, költő
- Abelovszki József (Káloz, 1891. július 29. - Budapest, 1967. július 23.), kommunista aktivista, a Tanácsköztársaság alatt a dunaföldvári és a szekszárdi forradalmi törvényszék elnöke, a Magyarok Világszövetségének főtitkára
- Itt hunyt el 1903. január 25-én Radnich Imre magyar és amerikai szabadságharcos.
- Kaszala Lajos (Cegléd, 1911-1998, Káloz), kántortanító (1934-től), leventeoktató, általános iskola igazgatója (1953-73), kálozi mozi üzemvezetője, helytörténész. Helytörténeti munkája: Honismereti írások Kálozról (Székesfehérvár, 1989. Fejér Megyei Levéltár közleményei 5. szám)
- Itt született 1920. január 3-án Majer Antal magyar erdőmérnök, egyetemi tanár († 1995)
- Dr. Szelle Béla (Székesfehérvár, 1934. január 20. - Budapest, 2008. január 25.), Szinnyei-díjas könyvtáros, könyvtárigazgató, lexikon-főszerkesztő

## Testvérvárosai
- Kárásztelek (Carastelec)
- Dziemiany

## Oktatás, kultúra
- Aranyalma Óvoda és Bölcsőde
- Szent István Általános Iskola
- Kunoss Endre Községi-Iskolai Könyvtár
- Faluház

A Kálozi Ifjúsági Egyesület 2000-ben beadta pályázatát egy Teleház létrehozására. 2001 februárjában a második legjobb pályázatként aláírásra került a szerződés a Teleház Kht.-vel. A Teleház megnyitására 2001. augusztus 1-én került sor.

## Sport
A Káloz SE 2010/2011 idényben még a Fejér megyei I. osztályban szerepelt, de a 16. helyen végzett és kiesett a következő két szezonban a Fejér megyei II. osztály Agárdi Termál csoportjában szerepelt és 9., majd 12. helyet ért el.
A lovassport szerelmeseinek a helyi Lovasegyesület áll a rendelkezésére.

## Rendezvények
- Káloz Kupa Díjugrató- és Fogathajtó Verseny (augusztus második hétvégéjén)
- Kálozi Borverseny (április utolsó szombatja)

## Civil szervezetek
- Kálozi Ifjúsági Egyesület
- Polgárőr Egyesület
- Borbarátok Egyesülete
- Kálozi Sportegyesület
- Kálozi Lovasegyesület
- Kálozi Környezet- és Természetvédő Egyesület
- A Kálozi Szent István általános Iskoláért Alapítvány
- Kálozi Gyurgyalag Vadásztársaság